# Kievskaïa (métro de Moscou, ligne Arbatsko-Pokrovskaïa)
Kievskaïa (en russe : Ки́евская et en anglais : Kiyevskaya) est une station de la ligne Arbatsko-Pokrovskaïa (ligne 3 bleue) du métro de Moscou. Elle est située sur le territoire de l'arrondissement Arbat dans le district administratif central de Moscou.
La station comporte des correspondances vers les lignes Koltsevaïa et Filiovskaïa. Ces lignes possèdent des stations du même nom mais qui restent indépendantes.

## Situation sur le réseau
Établie en souterrain, à 38 mètres sous le niveau du sol, la station Smolenskaïa est située au point 33+02,6 de la ligne Arbatsko-Pokrovskaïa (ligne 3 bleue), entre les stations Smolenskaïa (en direction de Chtchiolkovskaïa), et Park Pobedy (en direction de Piatnitskoïe chosse).

## Histoire
La station Kievskaïa est mise en service le 5 avril 1953, lors de l'ouverture à l'exploitation de la section entre Kievskaïa et Plochtchad Revolioutsii.
Cette station fut le terminus de la ligne pendant 50 ans (de 1953 à 2003).

## Patrimoine

Éléments remarquables de la station
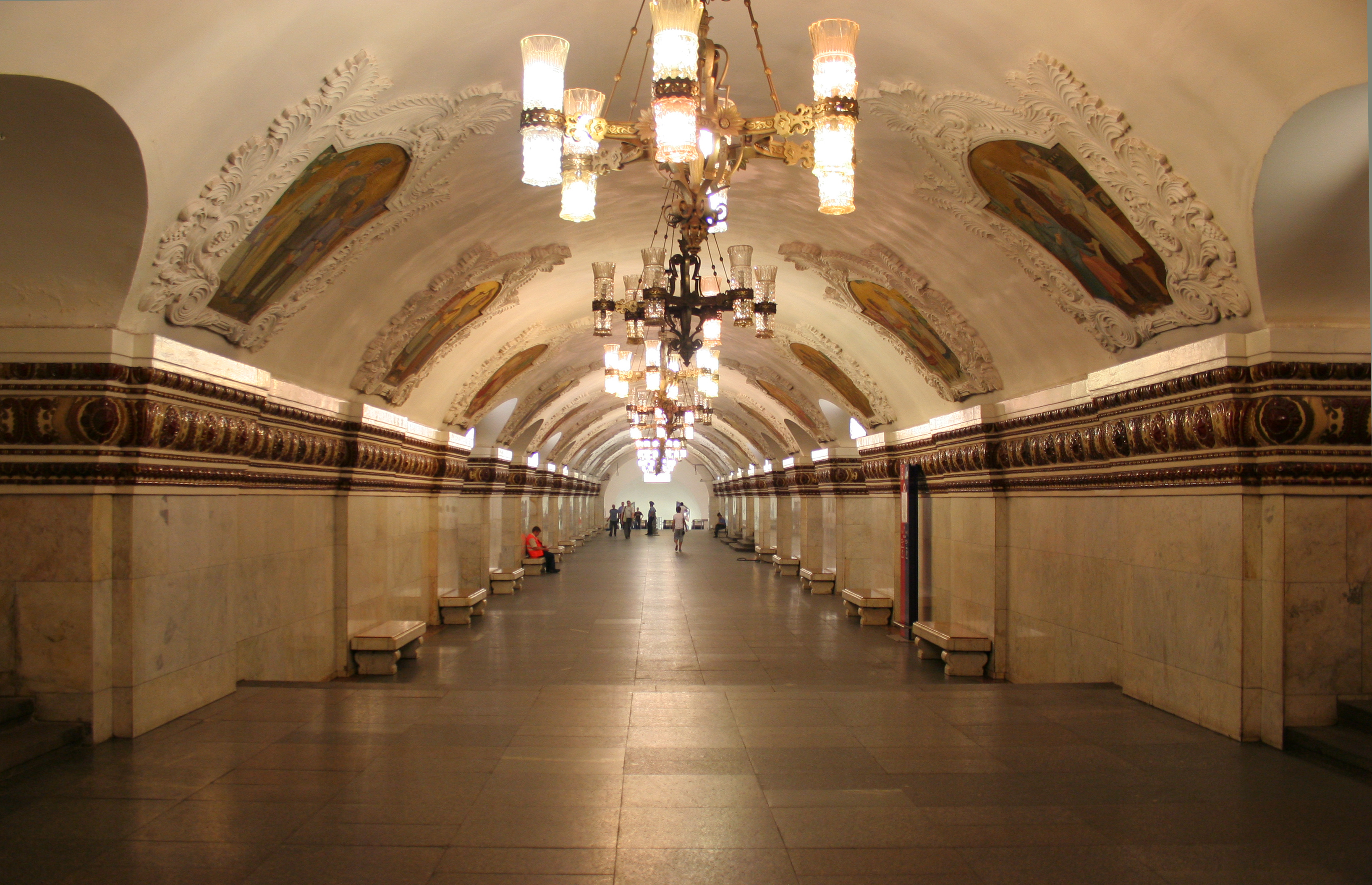
Hall d'accès aux voies.
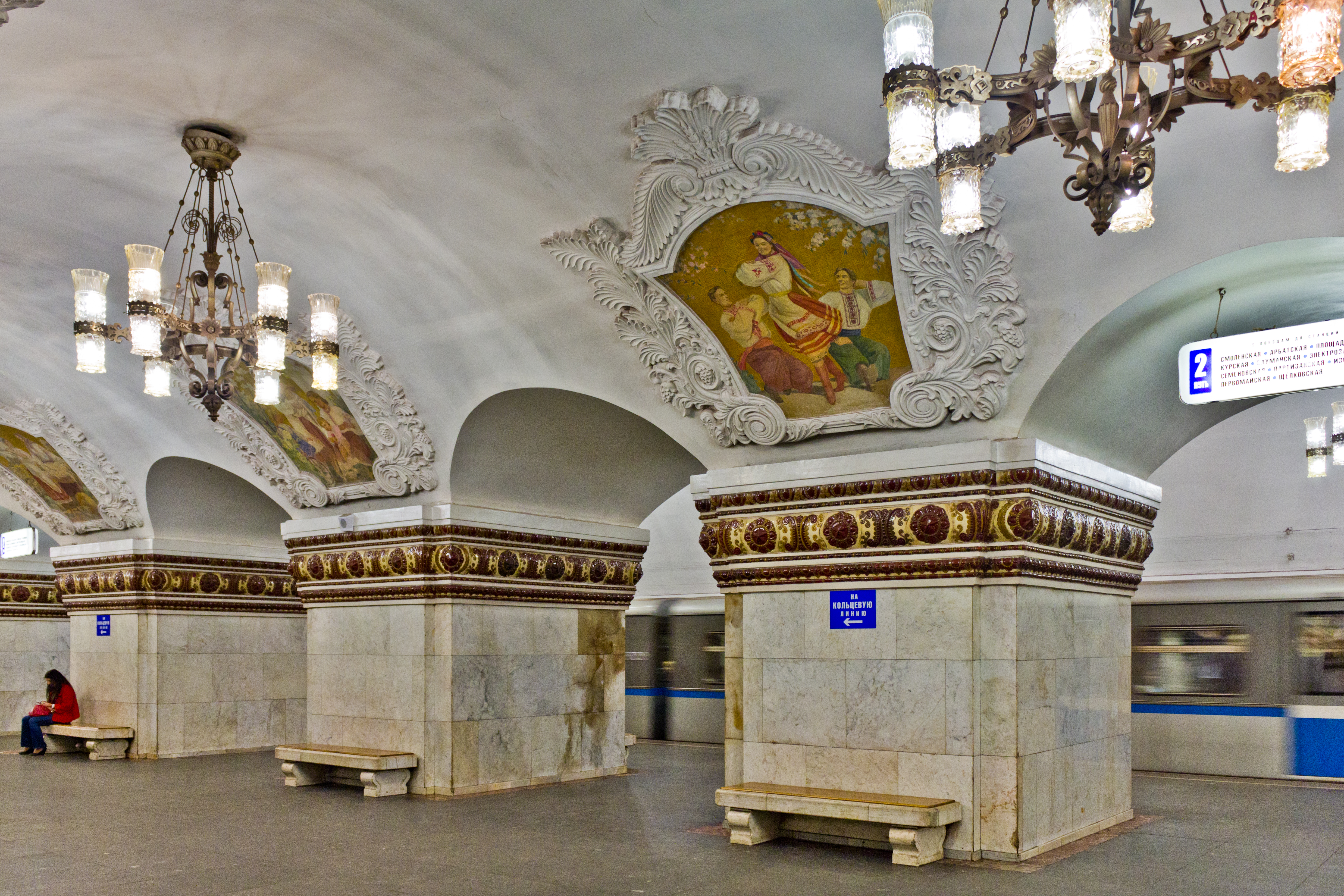
Voûtes avec bas-reliefs.
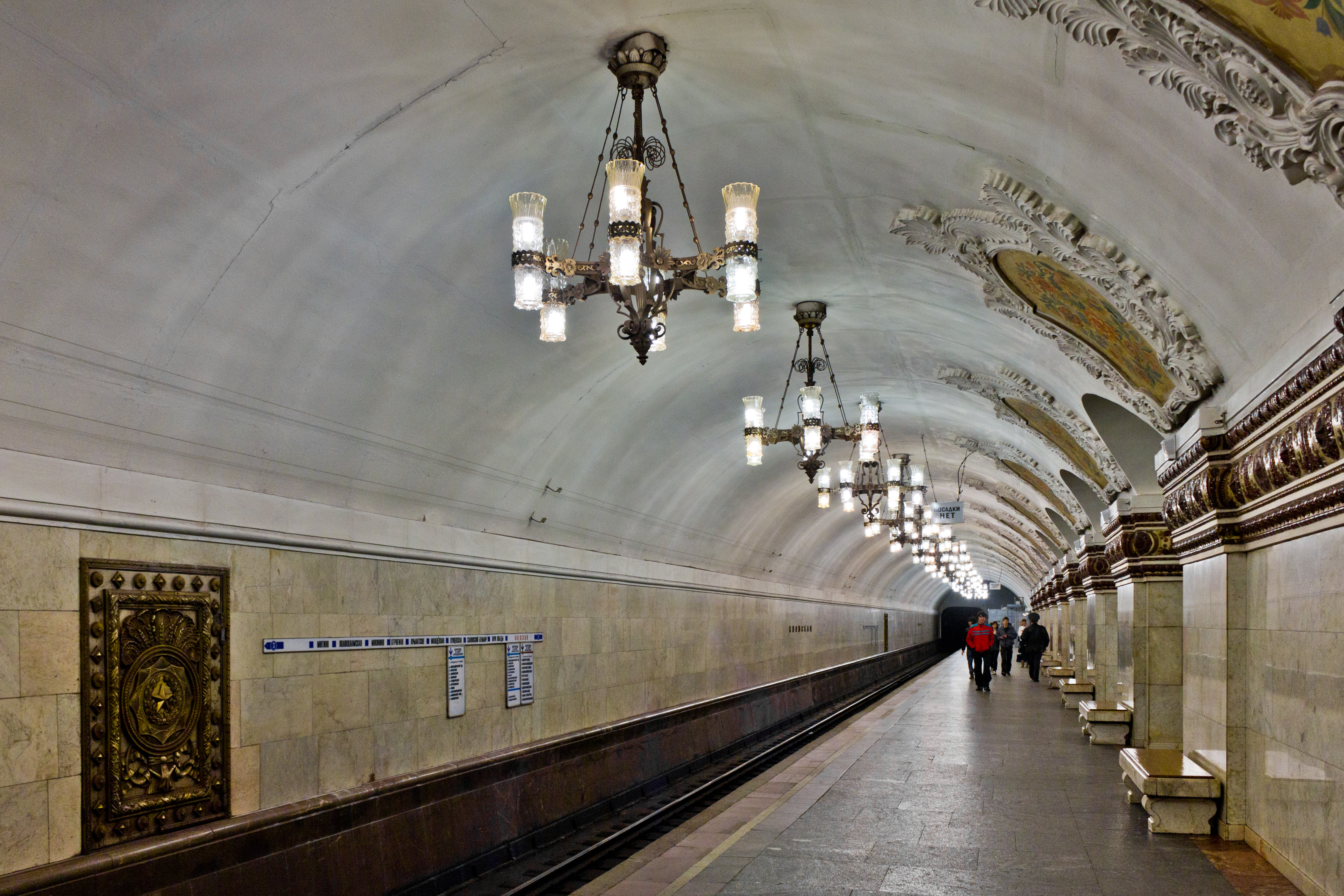
Voie pour la direction de Mitino.